# Bonthe (distrito)
Bonthe é uma distrito da Serra Leoa localizado na província Southern. Sua capital é a cidade de Bonthe.